# Dave Farrell

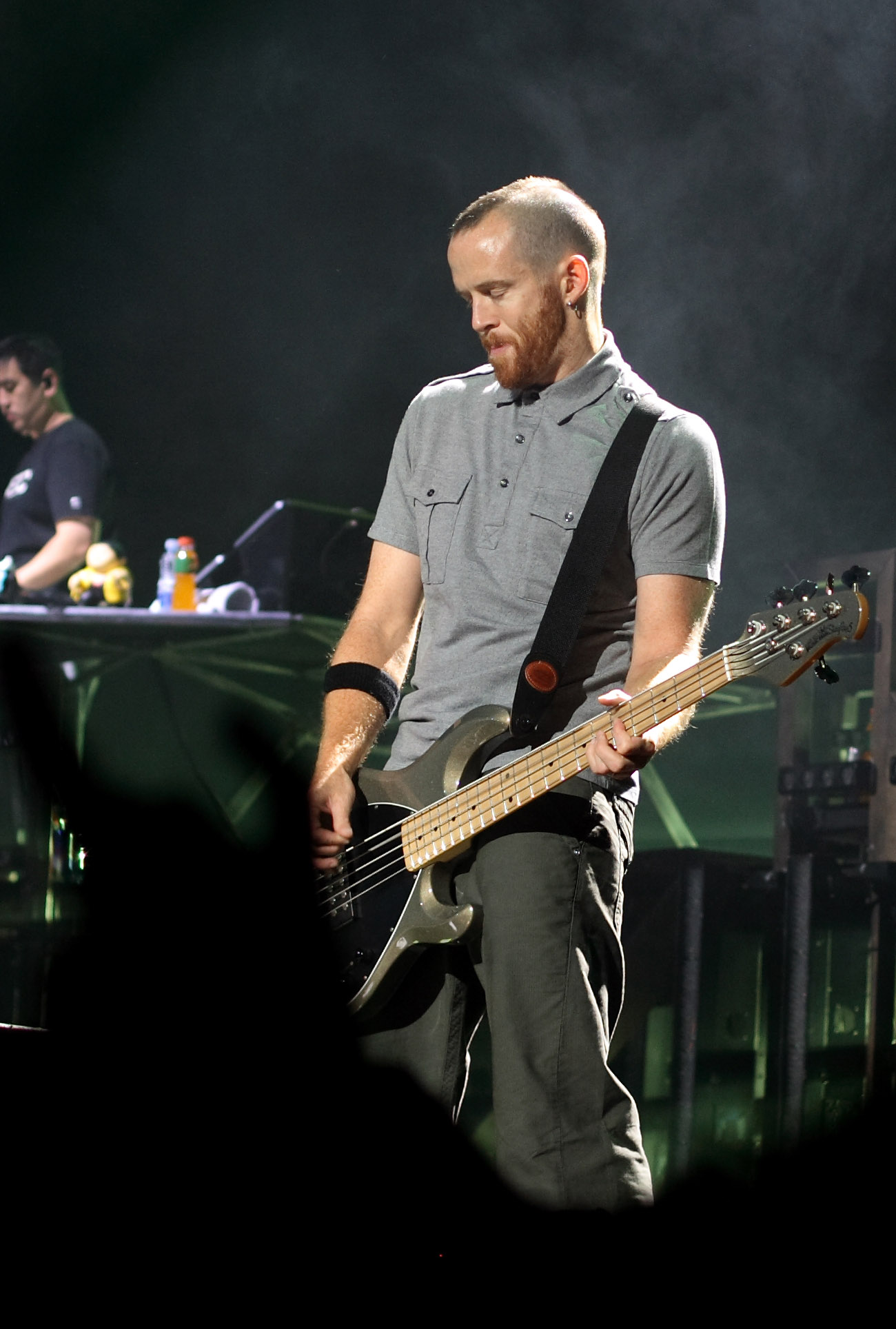
Dave Farrell på Globen i Stockholm.

David Michael Farrell, mer känd som Phoenix (född 8 februari 1977 i Plymouth, Massachusetts), är en amerikansk basist i nu metal-/rapcorebandet Linkin Park.
Dave Farrel föddes i Plymouth i Massachusetts men flyttade till Mission Viejo i Kalifornien när han var fem år. Han gick i Mission Viejo High School från 1995 till 1999 och tog examen från University of California, Los Angeles 2003. Han har lärt sig spela elbas, elgitarr, cello och fiol. Han har också setts spela kontrabas vid vissa konserter. 
Farrell har varit medlem i ett kristet ska-band, kallat Tasty Snax. Medan han sökte till college var tanken att han skulle träna med Brad Delson i deras delade sovrum, men eftersom han var tvungen att spela och turnera med Tasty Snax hann han inte spela med Delson och hans band, som senare kom att bli Linkin Park. Efter att hans band bytt namn till Snax, började Farrell spela bas där, innan han lämnade dem igen för att gå med i Linkin Park på heltid och spela bas. Farrells gamla bandpartner Mark Fiore blev Linkin Parks videoregissör.